# Skrytá matka

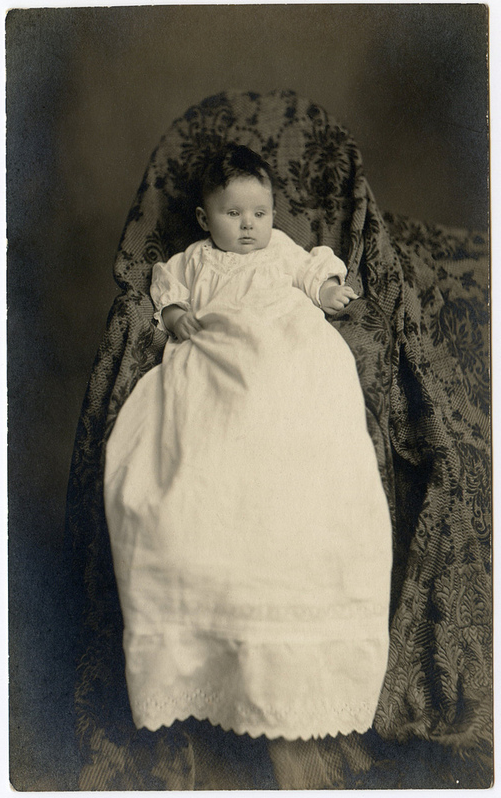
Fotografie v žánru „skrytá matka“ (2. polovina 19. století)

Skrytá matka je moderní výraz pro žánr rané fotografie, která vznikla při jejím vzniku a zmizela ve 20. letech 20. století: fotografie dítěte s matkou ukrytou za drapérií nebo jiným předmětem. Podle moderních historiků umění byl vznik takového žánru způsoben nedokonalostí technické stránky fotografického procesu a představami Britů v dobách viktoriánské éry o smrti a společenském postavení člověka.
Na fotografiích tohoto typu matka (nebo méně často jiný dospělý) držela dítě během dlouhé expozice ve stabilní poloze, protože jakýkoli pohyb jeho těla by mohl způsobit rozmazání obrazu. Přesto se v této době očekávalo, že matka skryje jakékoli známky toho, že je v rámu. Některé z matek na obrázcích jsou pokryty květovaným chintzem a předstírají, že jsou křesla, jiné se schovávají za pohovkou, takže jsou vidět pouze jejich ruce, které ukazují dítě jako loutku, jiné odvracejí hlavu od fotoaparátu a ještě další mají upravené vlasy tak, aby jim padaly na obličej a zakrývaly je jako závěs, na některých fotografiích byly tváře matek úplně seškrábnuty, jedna žena byla jednoduše zakryla bílou plachtou.
Práce britských a amerických historiků fotografie se věnují studiu fenoménu tohoto žánru, konaly se výstavy věnované obrazům „skrytých matek“, velká anglická média na ně přitahovala zájem široké čtenářské veřejnosti, a vznikl komerční trh s podobnými fotografiemi.

## Historie vzniku problému existence žánru a jeho studium
Spisovatelka a fotoreportérka Bella Bathurstová napsala, že tento žánr existoval od doby fotografování až do 20. let 20. století. Po roce 2010 začal růst zájem o podobné fotografie, stejně jako vznikl trh pro jejich nákup a prodej. V posledních několika letech si prodejci účtovali 5 až 20 dolarů z afotografii na internetových obchodech, jako je například eBay. Některé kopie byly prodány za stovky dolarů. Obrázky v dobrém stavu jsou vzácné. Některé fotografie byly uloženy v ochranných pouzdrech nebo rámečcích, zatímco jiné byly dokonce uloženy v kapsách oděvů, a proto byly vážně poškozeny. Sběratelka Linda Naglerová však napsala, že v době, kdy byly takové fotografie pořízeny, „byly považovány za jakýsi breviář“. Zvažovala to v důsledku zejména malé velikosti významné části obrazů a ohraničení daguerrotypií z poloviny 19. století v případech vyrobených z kůže, mosazi, sametu nebo gutaperče. Podle jejího názoru to ukazuje, že pro majitele měli velkou duchovní hodnotu.

### Kniha Lee Markse a Johna K. Desprese mladšího – začátek studia žánru

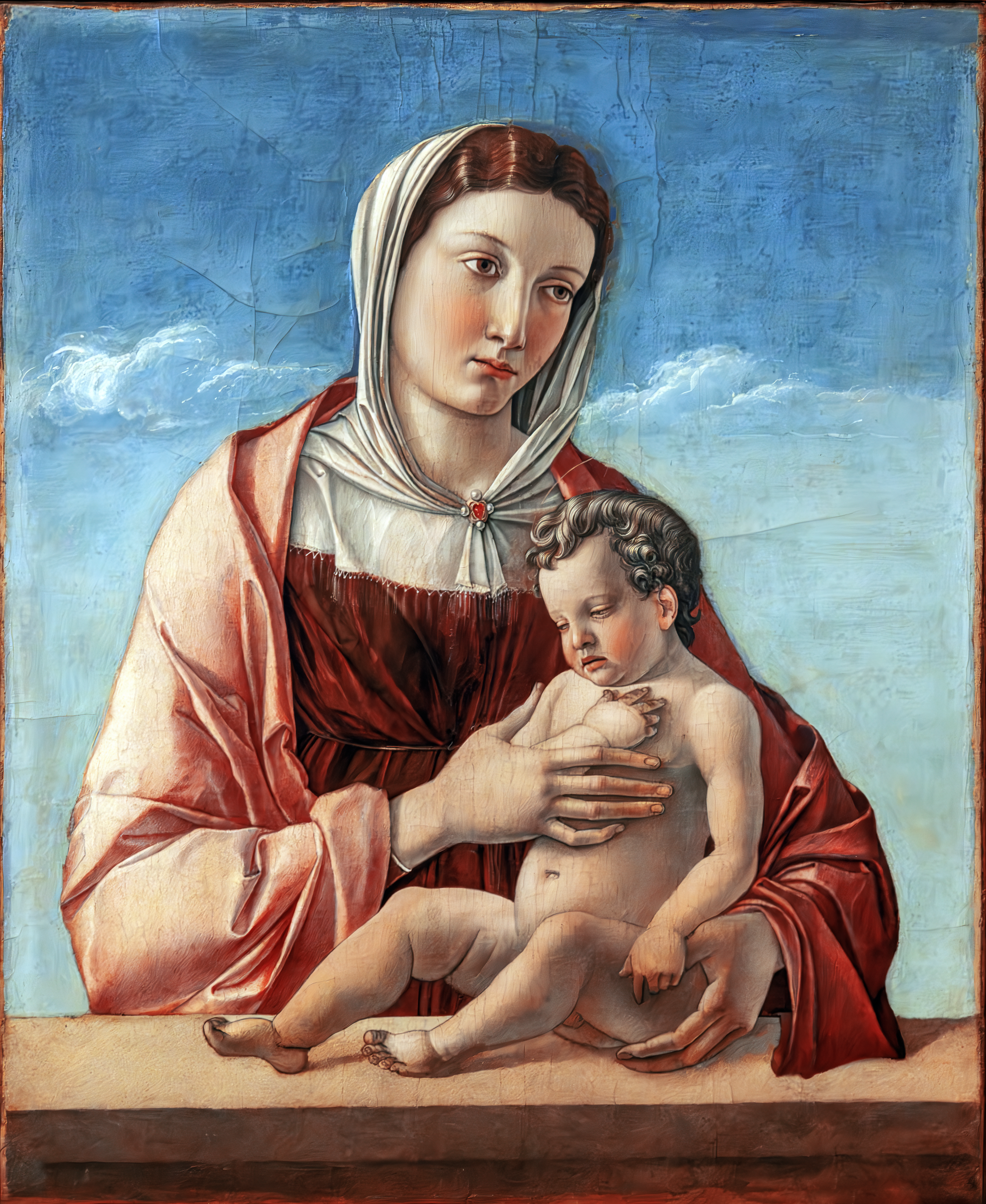
Giovanni Bellini: Madona s dítětem, 1470–1475

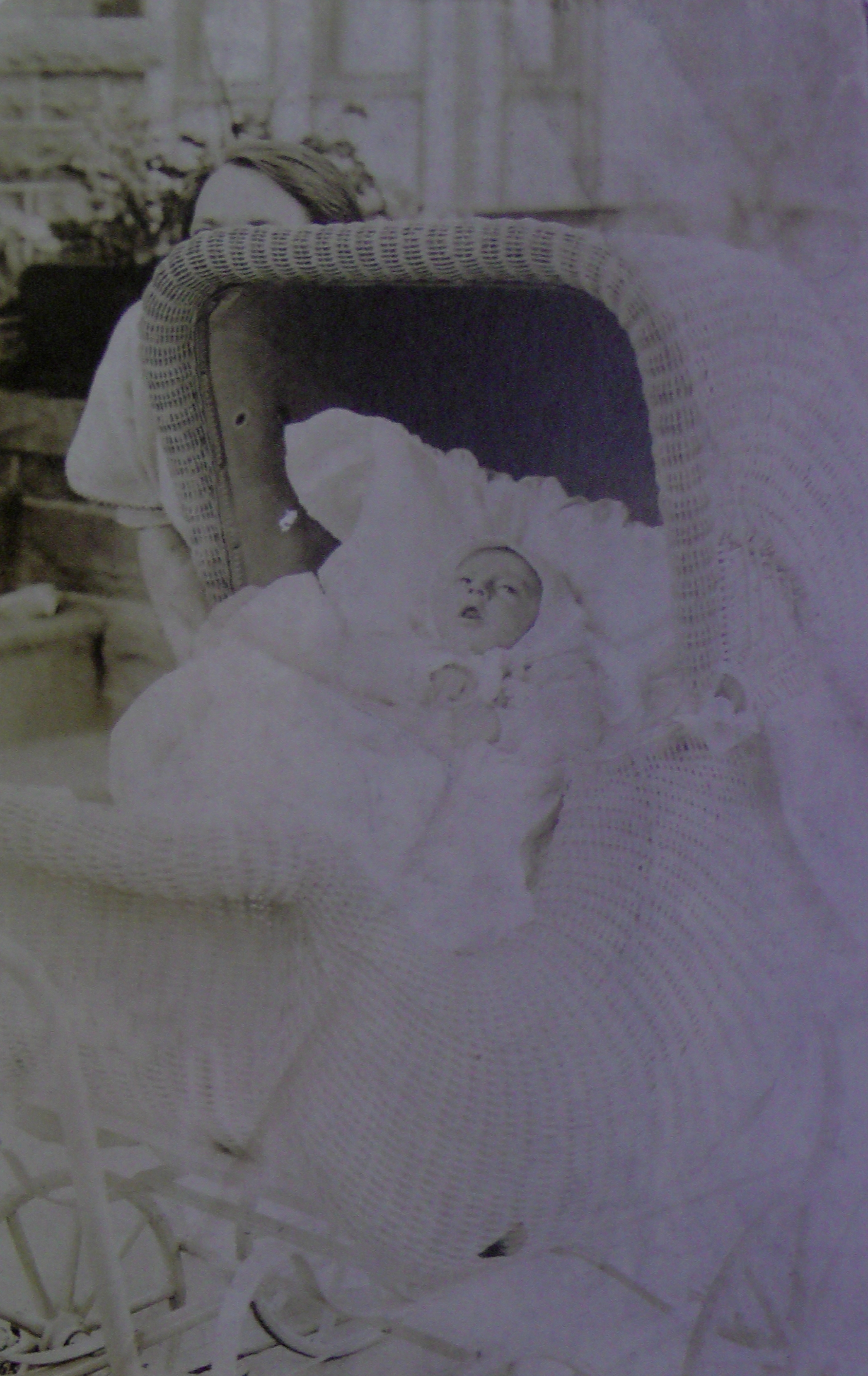
Vzácný snímek „skryté matky“ v zahradě, nikoli ve studiu. Sbírka Lindy Naglerové, 12,5 x 8 cm

V roce 2000 na fotografie „skrytých matek“ upozornil historik fotografie Lee Marks. V létě roku 1991 vstoupil Marks ve známost jako obchodník a konzultant ve fotografickém umění, spoluzaložil soukromou galerii a po určitou dobu působil jako její prezident. On a novinář John C. Despres junior, navštívili starožitnictví v severní Indianě, kde viděli fotografii dítěte ležící na židli. Jeho baculaté tváře odpovídaly baculaté postavě ženy za židlí. Tato postava podle Markse mohla patřit pouze matce dítěte, ale její hlava byla odříznuta na úrovni krku. Portrét vyvolal od Markse mnoho otázek. Zejména: „Proč je matka pouhým pozadím pro dítě?“, „Proč byl ženský obličej odstraněn z obrázku?“ V Marksově paměti se objevily obrazy „Madony s dítětem“, velmi odlišné od této fotografie. Neobvyklou fotografii koupil a začal hledat další podobné fotografie.
V roce 2005 v Paříži vyšla v angličtině knížka Johna Despresa a Lee Markse The Hidden Presence (Skrytá přítomnost), která představila problém existence zvláštního žánru rané fotografie, který zobrazuje dítě a drží ho, ale před divákem se žena stojící vedle něj skrývá. Vědci shromažďovali celou sbírku podobných snímků (jejich práce zabrala téměř patnáct let) a nabídli vysvětlení fenoménu „skryté matky“. Podle jejich názoru matka dítě pevně držela nebo bránila tomu, aby se dítě během fotografování hýbalo, kvůli dlouhému expozičnímu času fotoaparátu v druhé polovině 19. století. Marks a Despres se také pokusili vytvořit klasifikaci možností, které fotograf použil k zakrytí skutečnosti o přítomnosti ženy na snímku: mohla být skryta za oponou nebo sedět na židli pod přikrývkou a někdy byla na dosah za rámem, o čemž svědčí fakt, že se často dostává mimo záběr a dítěte se dotýká pouze její ruka. V některých případech fotografové eliminovali nežádoucí obraz dospělých na fotografii jejich ztmavením a sladěním s tmavým pozadím místnosti nebo obraz dospělého z pozitivu seškrábli nožem. Marks a Despres si pro budoucí badatele tohoto žánru položili řadu otázek a v souvislosti s nimi předložili řadu hypotéz :
- Patřily do tohoto žánru první fotografie novorozeného dítěte?
- Byly to obrázky mrtvého nebo nemocného dítěte, které by se nedožilo dospělosti ? Možná v tomto případě sloužily jako důkaz jeho existence samotným rodičům.
- Proč je matka (nebo otec) skryta na fotografii a není zachycen a drží své dítě s pýchou a něhou v náručí?
- Jak tento žánr odráží úlohu žen v 19. století?
- Proč fotografové, kteří znají techniku speciálních efektů, ignorují nešikovné maskování rodičů?
- Byly postavy schované na fotografiích skutečně matkami dětí, nebo to byly chůvy, zdravotní sestry, otcové, sluhové nebo pomocníci ve studiu?

Marks uspořádal výstavu sbírky svých fotografií v muzeu Columbus Museum of Art.

### Kniha Lindy Naglerové a největší sbírka fotografií žánru
Sběratelka a archivářka Linda Fregni Nagler publikovala v roce 2013 vlastní sbírku fotografií „skrytých matek“. Poprvé na toto téma upozornila, když si přečetla na eBay inzerát na prodej fotografie s titulkem „legrační dítě se skrytou matkou“. Trvalo jí deset let, než vytvořila sbírku a analyzovala fotografie, dalších pět měsíců – připravila výstavu na 55. bienále v Benátkách v roce 2013 v Arsenalu, kde se stala součástí výstavy uměleckého kritika Massimiliano Gioni v Encyklopedickém paláci (Il Palazzo Enciclopedico). Tato výstava představovala 997 fotografií. Vitrína s nimi byla dlouhá devět metrů a vysoká jeden a půl metru (fotografie byly uspořádány v několika řadách nad sebou). Byla vyrobena speciálně pro výstavu. Byly představeny daguerrotypie, ambrotypie, ferotypie, albuminové tisky a později polaroidy, z nichž většina byla vytvořena mezi 40. a 20. lety 20. století. Organizátoři vypočítali, že fotografie seřazené vedle sebe v jedné řadě zaberou 57 metrů. Katalog výstavy Skrytá matka vydal Mack, obsahuje nejrozsáhlejší v té době soubor fotografií „skrytých matek“ – 1002 fotografií, které zachytily 1930 dětí a jejich matek. Nagler do publikace zahrnul také několik vědeckých článků, které se pokoušely interpretovat žánr, který je v knize někdy označován jako „podžánr“.
Kniha a výstava upoutaly pozornost tak významných publikací v anglickém jazyce, jako jsou The Washington Post, The Daily Telegraph, Daily Mail, The Independent, The Guardian, italská La Repubblica, švédská Dagens Nyheter. BBC na tento žánr také upozornila své diváky. Články se objevily v ruštině v mediálních publikacích a v populárně vědeckém časopise.

### Práce Laury Larsonové o Skrytých matkách
V roce 2017 americká fotografka Laura Larson, která vystavovala své práce na národní i mezinárodní úrovni, mimo jiné v Музее искусств Бронкса The Metropolitan Museum of Art, Houston Museum of Fine Arts, publikoval Skrytá matka. Je to hybrid esejů o historii fotografie, pamětech a beletrii. Myšlenka na knihu se zrodila během adopčního procesu čtyřleté černé dívky z Etiopie jménem Gadissa (trvalo to sedm měsíců). Larson byl poté seznámen s fotografiemi „skryté matky“ přítelem fotografa. Podle autora knihy viděla na těchto fotografiích „její rostoucí pocit náklonnosti k její dceři“. V rozhovoru Larson uvedla, že v knize přemýšlela o souvislostech mezi fotografem a jeho objektem, mezi subjektem a divákem, a dotkla se také materiální stránky vytvoření fotografie a pózování pro ni. Během psaní knihy se autor setkal s Lee Marks a John C. Despresem mladším. Umožnili jí pracovat s její sbírkou fotografií a také poskytli díla od ní ke zveřejnění v knize a k vystavení na výstavě fotografií „Skrytá matka“, kterou organizoval Larson. Výstava se konala v umělecké galerii Blue Sky (Anglicky) v Portlandu v Oregonu v muzeu Palmer Museum of Art a v muzeu Allen Memorial Art Museum na Ohio University. Larson se seznámila se sbírkou Lindy Naglerové a sama shromáždila sbírku fotografií souvisejících s tímto žánrem.
Laura Larson v rozhovoru pro indický web tvrdil, že se nechala inspirovat ideály feminismu. Na svých fotografiích se pokusila zprostředkovat komplexní zkušenosti žen, aniž by líčila samotné ženy („panenky v domech pro panenky chybí, aby se zaměřily na miniaturní prostory a příběhy, které tyto malé místnosti nabízejí“). Kniha „Skrytá matka“ nastoluje podle Larsona problém nepřítomné ženy doslova.

### Skryté matky v moderním vědeckém výzkumu a umění
Problém existence takových fotografií nastolil doktor historie, australský vědec a spisovatel Ron Sutern v knize „Oak on Maiden's Mountain, 1850–1900“ (2015) a profesor filozofie na De Paul University Peter H. Steves v knize „Krásná, jasná a oslnivá: fenomenologická estetika a život umění“ (2017).
Linda Nagler vytvořila fotografii „skryté matky“ ve svém vlastním ateliéru pomocí technologie a vybavení z druhé poloviny 19. století. Modelem byla malá dcera jejího přítele, který při fotografování působil jako asistent. Sběratel přemýšlel o tom, že ji zahrne do expozice výstavy a do katalogu originálních obrazů jako žert pro diváky a čtenáře. Dívčin otec v poslední chvíli Naglera od tohoto kroku zastavil a vysvětlil, že nedokáže snést pohled na svou vlastní dceru „mezi tolika mrtvými“
Docent umění na Университете Монтаны (Angličtina) v roce 2017 vytvořila fotografii, na které se svou dcerou vystupovala jako „skrytá matka“. Fotografie v roce 2019 byla představena na výstavě „Příběhy ženy“ v roce . Profesor umění v University of New Mexico a renomovaná fotografka Megan Jacobs vytvořila sérii Hidden Mothers. Akce se v nich odehrává v současné době. Matky jsou zabaleny do povlečení zdobených květinami, což podle fotografa odpovídá tradičním představám o ženskosti a domácím prostoru. Série fotografií Megan Jacobs byla představena na řadě výstav a obdržela mediální recenze. Důvodem pro vytvoření projektu bylo seznámení fotografa s matkou, která přišla o jedno ze svých dětí. „Než jsem ji vyfotografoval, neznal jsem ji ani to, že jedno z jejích dětí zemřelo,“ připustil Jacobs. Fotografka do svých fotografií začlenila také prvky své vlastní biografie. Některé ložní prádlo kdysi patřilo její babičce a Jacobsovy vlastní děti byly často přítomny na scéně. Tuto sérii fotografií vytvořil absolvent Миннеаполисского колледжа искусства и дизайна Samantha Rikner, která prezentovala své fotografie na mezinárodních výstavách ve Výmaru, Erfurtu a Erlangenu.
V roce 2019 režíroval vítěz a kandidát na mezinárodní filmové festivaly režiséra Joshuy Erkmana krátkometrážní celovečerní film Skrytá matka. V souladu se zápletkou filmu dostává nově ovdovělá matka od svého přítele jako dárek starou fotografii v žánru „skryté matky“, která obsahuje zlého ducha, který unese děti od majitelů obrazu.

## Současní historici fotografie o problémech vzniku a vývoje žánru

### Důvody pro vznik žánru

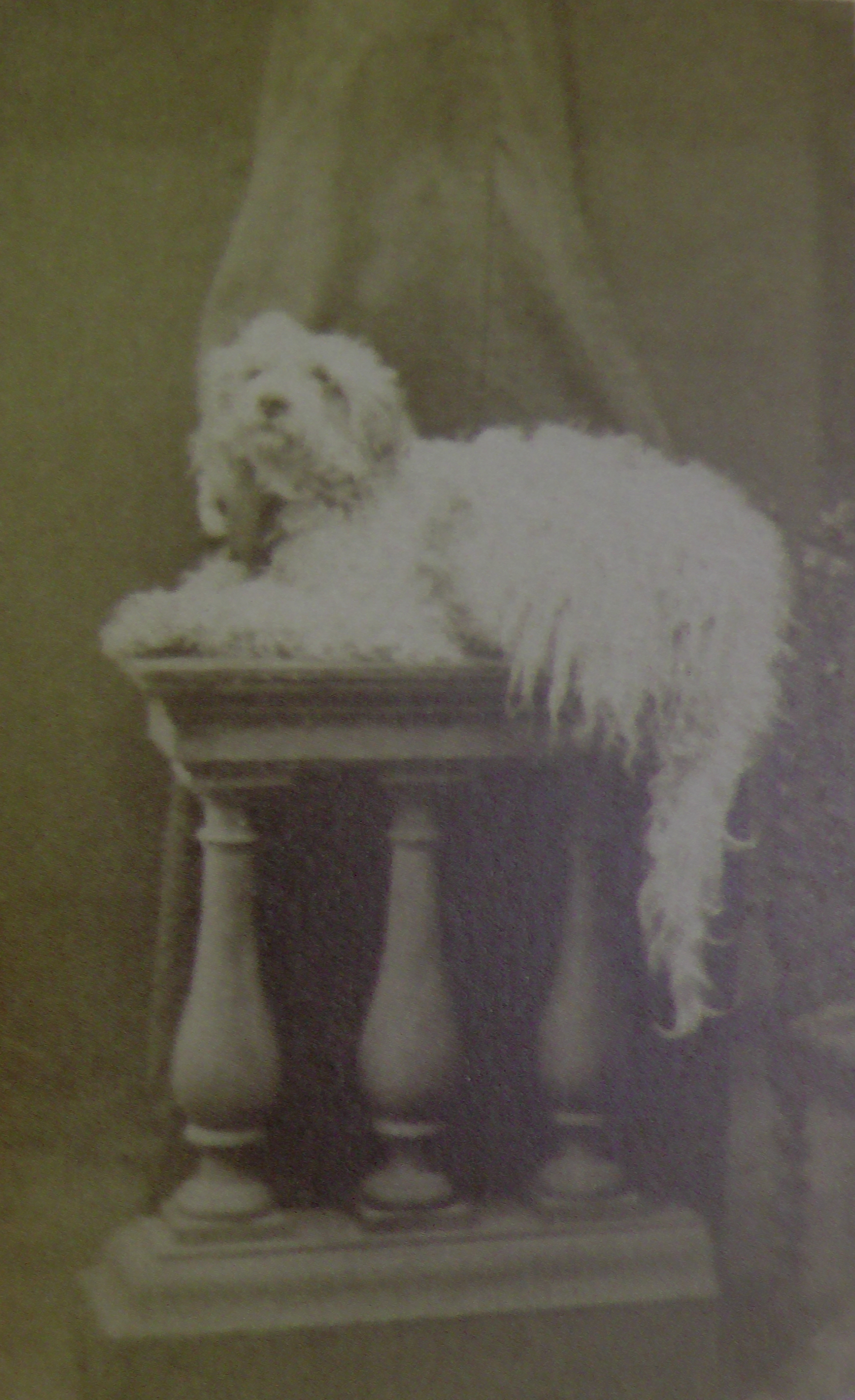
Skrytá matka se psem (CUSIAC Artist Photographe) ze sbírky Lindy Naglerové (č. 0722, 10 x 6 cm)

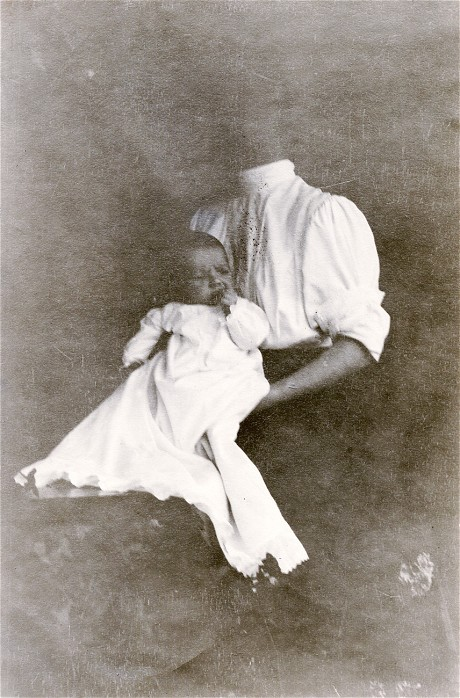
Skrytá matka ze sbírky Lindy Naglerové (č. 0981, 15 x 10,5 cm)

Výtvarný kritik a kurátor Francesco Zanot poukázal na to, že vynález a rozsáhlé šíření fotografie umožnilo nižším třídám získat pro sebe privilegia dříve dostupná jen několika – vytvářet a uchovávat snímky svých rodinných příslušníků. Mnoho vědců souhlasí s tím, že hlavním důvodem vzniku fotografií „skryté matky“ bylo chování dětí před kamerou. Doba expozice při fotografování byla v 19. století od deseti do třiceti sekund (Bella Bathurstová napsala, že takový čas vyžadoval mokrý kolodiový proces a u dřívějších metod vytváření fotografie to trvalo mnohem déle, což byla obtížná zkouška i pro dospělou osobu.) Opěrka hlavy a opěradlo – výškově nastavitelná opěrka hlavy namontovaná na vysoké svislé tyči – byla nutností pro studiové vybavení dospělých modelů. Na fotografiích „skryté matky“ s malými dětmi byla opěrka hlavy často používána ke stabilizaci hlavy ženy, která držela dítě v klíně. V tomto případě jsou někdy vedle hlavy postavy vidět dva zuby pokryté látkou, která obvykle fixuje hlavu. Někdy je dřevěná základna opěrky hlavy viditelná dole – za nohama „skryté matky“, což vytváří dojem třetí nohy.
Bella Bathurst napsala, že studiové záblesky děti děsily, velmi malé děti neustále plakaly, mrkaly, začaly si kousat prsty, usínaly nebo slintaly. V polovině 19. století musel rodič nasadit dospívající dívce krinolínu, odvézt ji kočárem do nejbližšího fotoateliéru, který mohl být umístěn na druhé straně města, ale hlavní problém stále byla doba expozice. Jediným způsobem, jak vyfotografovat dítě, byla ve skutečnosti přítomnost matky, která ho drží (nebo dítě užívající malé množství laudanum, které dítě ospalo). Na jedné z fotografiích citovaných v knize Johna Despresa a Lee Markse „fotograf“ dal „svobodu“ dítěti hrát si během focení. Chlapec, oblečený v dívčích šatech, jak bylo v té době zvykem u dětí do čtyř nebo pěti let, ignoruje fotografickou kameru, namíří svou pušku na hračku umístěnou za těžkou hustou látkou, pod níž je skrytá postava dospělého. Na některých fotografiích postava pod drapérií drží psa, jehož chování bylo také nepředvídatelné. Sbírka Lindy Naglerové obsahuje fotografie „skryté matky“ s kočkami a dokonce i panenkami.

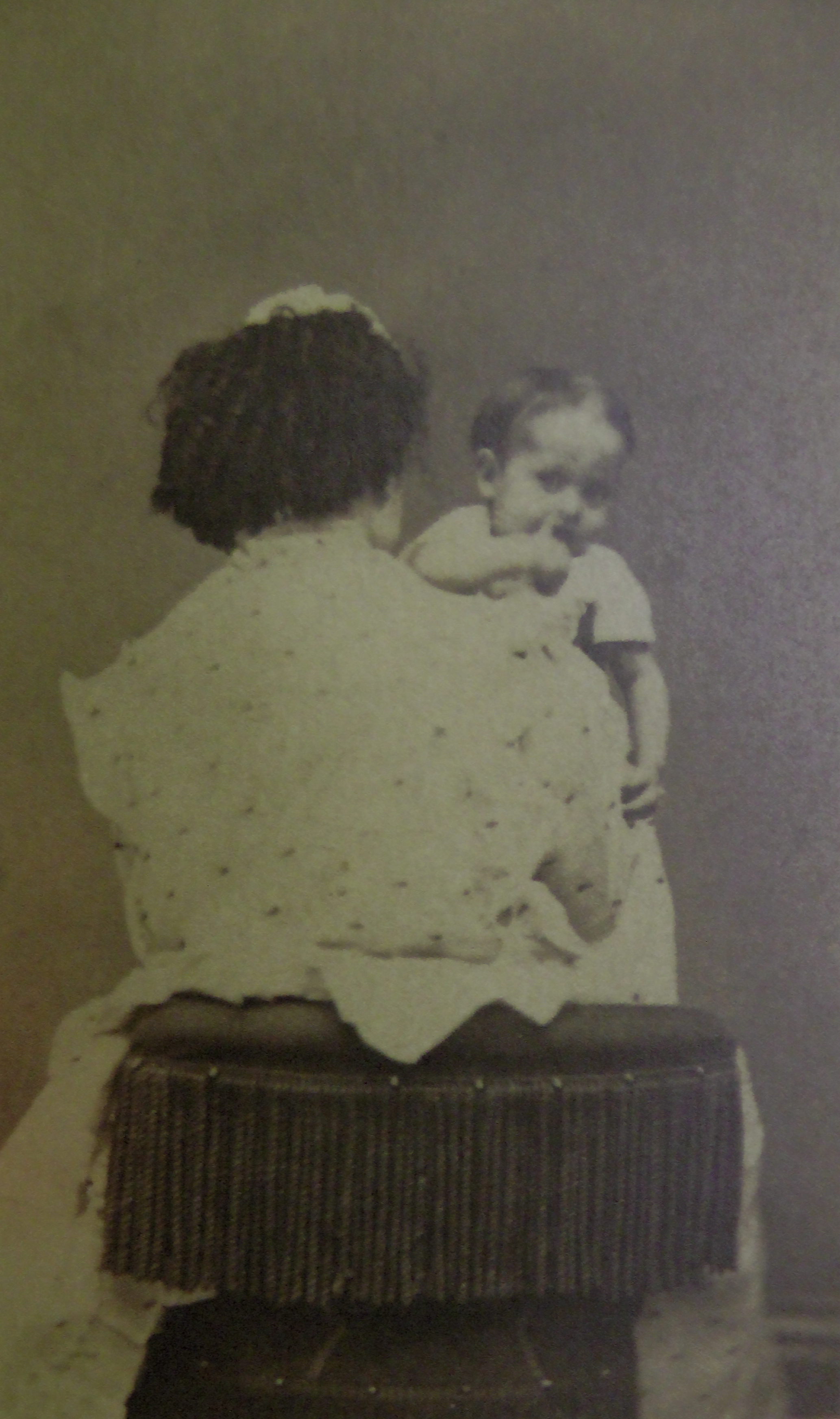
Fotografie ze sbírky Lindy Naglerové, 10×6 cm

Mark Osterman, historik, který ve svém ateliéru v Rochesteru v New Yorku propagoval oživení starověkých fotografických technik, napsal:
Bylo mnoho fotografů, kteří se specializovali na kojence a seniory... Senioři mohou být slabí a podráždění, je obtížné s nimi zacházet jako s dětmi. Fotografové museli mít dobře osvětlený prostor a hodně trpělivosti. Získání dobrého negativu jim trvalo 18-30 sekund. Mnoho z těchto fotografek byly ženy. Od šedesátých let 19. století se fotografie stala jednou z mála profesí, které ženy ze střední třídy považovaly za slušné... Stejně jako jejich mužské protějšky se i ženy ukázaly jako schopné připravit dítě na fotografii. Někteří [fotografové] upírali svou pozornost pomocí zvířat (opice nebo ptáci, kteří byli neustále ve studiu), jiní se uchýlili k sedativní terapii. Jeden fotoreportér navrhl, že dávky opia by „zabránily sedícím rozptýlit pozornost těch, kdo sedí“... Fotografie zřídka ukazují usmívající se děti. Úsměv dítěte bylo příliš obtížné zachytit tak dlouhými expozicemi...
Bella Bathurstová. The lady vanishes: Victorian photography's hidden mothers
Rovněž bylo navrženo, že z hlediska veřejného mínění nebyla žena v době takových fotografií považována za hodnou pozornosti ani ve srovnání se svým vlastním dítětem. Peter H. Steves, profesor filozofie na univerzitě De Paul v Chicagu, argumentoval v souvislosti s fotografiemi „skryté matky“, že „kapitalismus je slepý k práci matek (capitalism is blind to the work that mothers), protože [lidé] tuto práci maskují, aniž by ji nazývali „prací“. Laura Larson s tímto názorem nesouhlasila. Podle ní takové fotografie „poeticky ukazují zkušenost s mateřstvím – jak by matky měly vyvážit připoutání [k matce] a nezávislost [od ní] při výchově dítěte“.
Profesor dějin fotografie a současného umění City University of New York Jeffrey Butchen upozornil na oběť matky, připravené stát se neviditelnou kvůli svému dítěti. Nazval jej „aktem skromnosti a sebepodceňování“. Francesco Zanot odvodil vzorec: vyloučení objektu z rámečku, ať je to kdokoli, ve skutečnosti vede ke zvýšení vnímání významu toho, co v rámečku zůstává; čím méně jednotlivců je v záběru, tím větší je jejich význam pro diváka.
První fotografie „skryté matky“ často ukazují, že dítě má křestní šaty. Lee Marks navrhl, že tato důležitá událost v životě rodiny mohla být důvodem pro návštěvu fotografického studia a pořízení snímku tohoto typu. Linda Nagler věří, že jako velmi mladá forma umění se fotografie objevila se zvláštním souborem pravidel. Podle jejího názoru jsou „skryté matky“ fotografie, které měly být zaslány do celého světa, aby představily příbuzné a přátele novému členovi rodiny. „Zdá se, že matky usilovaly o vytvoření těsného pouta mezi dítětem a divákem, a ne mezi sebou a dítětem,“ argumentoval výzkumník. Existuje předpoklad, že ženy byly v rozpacích s podobností fotografie matky s dítětem v náručí s ikonografií Madony s dítětem, a proto se odmítly účastnit takového natáčení.
New York Art Critic, ředitel Nového muzea současného umění a Фонда (Anglicky) Никола Труссарди (Anglicky) v Miláně napsal Massimiliano Gioni v souvislosti s fotografiemi „skryté matky“ o obousměrném procesu „mumifikace“: na jedné straně mluvíme o tvářích dětí, které se díky „nesmrtelným“ díky k fotografii naopak fotoaparát zachycuje skrytou a nepohyblivou postavu matky, která se „promění v mumii, jako by praktikovala smrt a připravovala se na mrtvolu“. Cituje teoretika umění a historika umění, profesora Уильяма Дж. Т. Митчелла (Eng.), Gioni, poukazujíc na to, že i dnes „obrazům stále připisujeme nadpřirozenou sílu“, navrhli skeptici pokusit se vytrhnout fotografii své vlastní matky. Podle jeho názoru je Naglerova sbírka „Skrytá matka“ skutkem lásky: cvičením pro zachování... ikonografického vesmíru, pro uchování obrazů, které by jinak byly odsouzeny k zániku“.

### Fotografická technologie

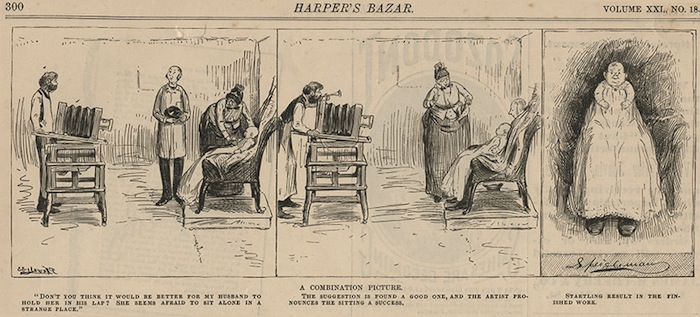
Harper's Bazaar, Velká Británie, 1888. Jak vzniká v ateliéru fotografie „Skrytá matka“

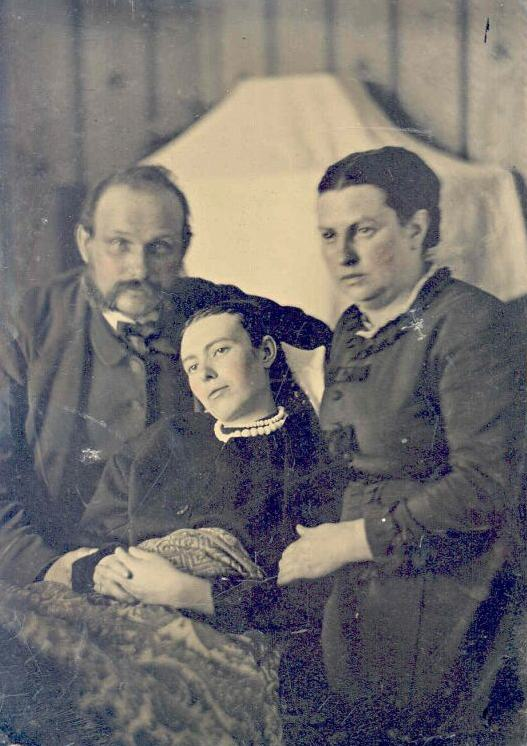
Rodiče pózují se svou zesnulou dcerou – snímek žánru „posmrtné fotografie“

Britský časopis Harper's Bazaar v roce 1888 ilustroval techniku vytváření fotografie v žánru „skryté matky“. Matka na něj nejprve seděla na židli, poté na něj fotograf přehodil látku, po které dítě sedělo na klíně.
Existuje speciální skupina fotografií „skryté matky“, která protíná žánr „posmrtné fotografie“. Jelikož mnoho dětí zemřelo v dětství, jedinou připomínkou pro rodiče byly posmrtné fotografie dítěte. V tomto případě matky zachycené v rámu nenápadně podepíraly své děti, aby mohly vypadat, jako by bylo dítě prostě ponořeno do hlubokého spánku. Marks a Despres poznamenali, že tón pleti dítěte na fotografii „skryté matky“ je často bledý ve srovnání se siluetou postavy matky, která je tmavá a zabalená v látce jako vize smrti. Autoři hromadného článku v časopise na základě svého výzkumu věřily, že fotografie „skrytých matek“ obvykle zobrazují žijící děti, ale „tato technika byla také užitečná při fotografování mrtvých dětí bez života“. Na těchto fotografiích se děti objevují naživu díky skutečnosti, že si fotografové často malovali tváře růžově.
Pocit hrůzy, který navštěvuje diváky prohlížející si fotografie „skrytých matek“, podle uměleckých kritiků pramení ze specifik samotného fotografického procesu. Do té doby, kdy se želatinové suché desky staly široce dostupnými, většina fotografů použila mokrý kolodiový proces. Díky tomu bylo možné použít mnohem kratší dobu expozice než kalotypy nebo daguerrotypie – sekundy, ne minuty. I když mohou být výsledné obrázky relativně dobré kvality, vypadají strašidelně. Bílá vypadá jako béžová a díky tmavě zahaleným postavám žen v pozadí si myslíte, že dítě je mezi světy iluze a reality.

## Galerie

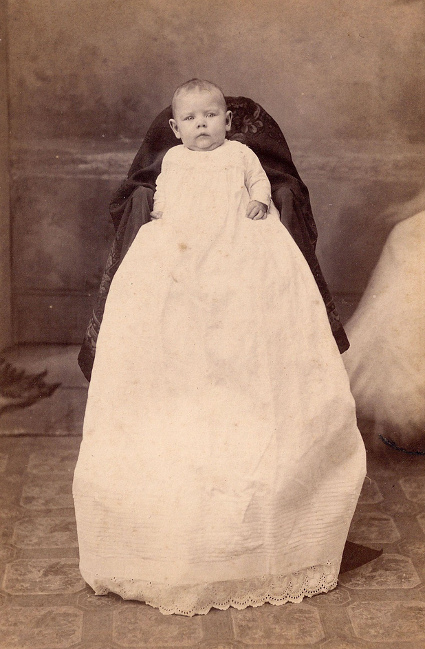
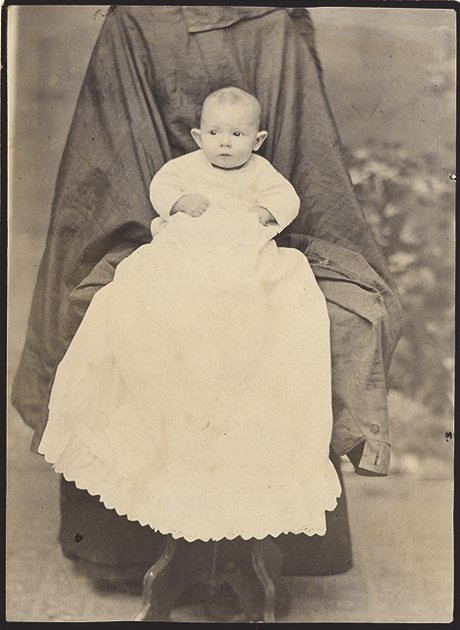
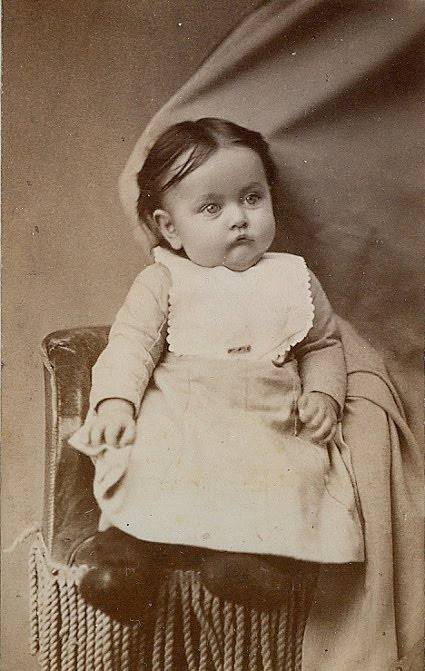
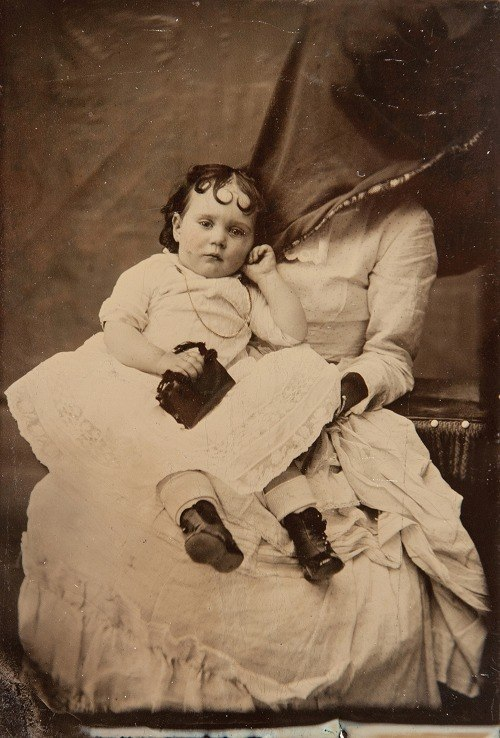
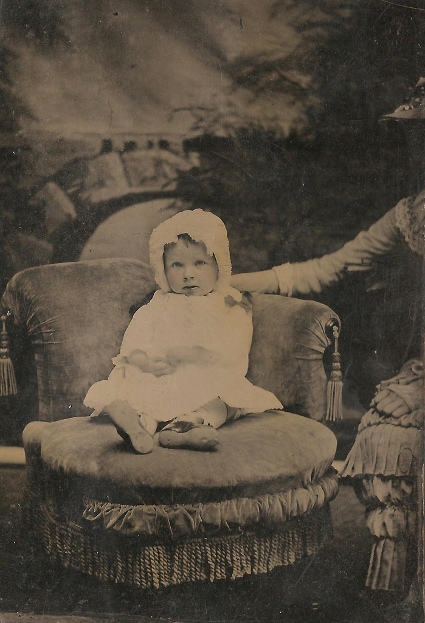

### Kdo by mohla být skrytá postava na fotografii?
Na některých fotografiích detailní sladění střihu a barvy obleků ženy a dítěte podle názoru Markse a Despresa naznačovalo, že postavy na fotografii jsou matka a dítě. Datovali takovou korespondenci oblečení blízkých pokrevních příbuzných do širokého chronologického intervalu od 40. do 20. let 20. století.

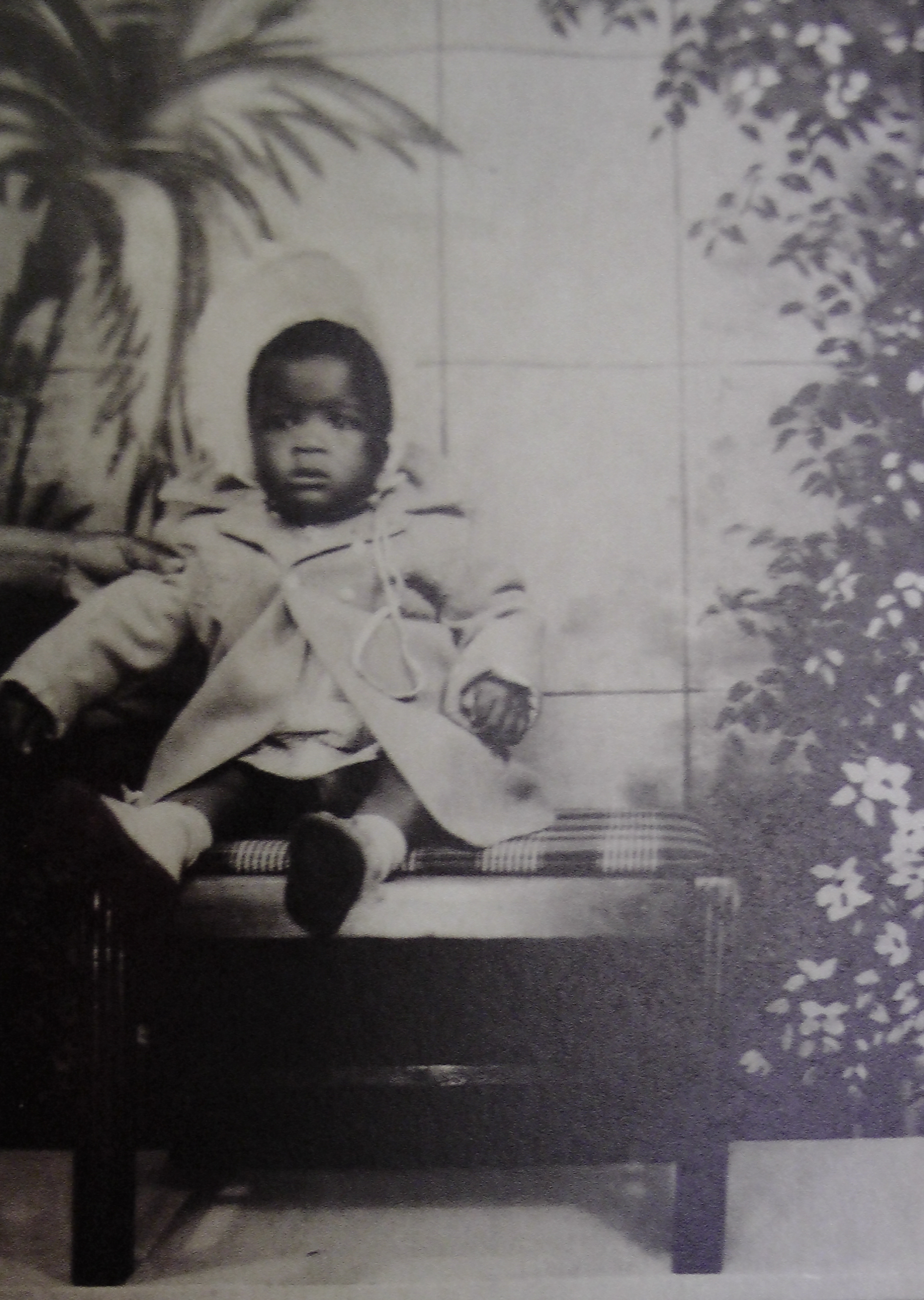
Černé dítě na fotografii ze sbírky Lindy Naglerové (č. 0283, 11,5 x 8 cm)

Když se Linda Nagler pokusila vytvořit fotografii „skryté matky“ pomocí nejběžnější fotografické techniky odpovídající doby, všimla si, že během natáčení nastává situace, kdy je před kamerou osoba se závěsem jako kulisou, ale za zády dítěte, zatímco jako na druhé straně je fotograf, opírající se o kameru, jejíž hlava je skrytá pod černou látkou. Dítě je tak obklopeno „duchy“, takže musí existovat nějaká třetí osoba, která by mohla dítě odvrátit, aby se nebála. Tuto úlohu lze zadat pouze nejbližší osobě – matce dítěte.
Marks a Despres poznamenali, že chování žen na tomto typu fotografií se výrazně liší od zdrženlivosti, která je charakteristická pro 19. století. Důvodem podle jejich názoru bylo pohrávání si s dítětem, díky čemuž žena zapomněla na přítomnost cizince, fotografa a samotnou situaci při fotografování, což vyžadovalo spontánní reakci na nepředvídatelné chování dítěte. Na jedné z fotografií žena zakrývá svou postavu závěsy, které drží v obou rukou, ale dívá se skrz ni, což podle Markse „jasně vyjadřuje touhu být do obrazu se svým dítětem“. Pohled ženy je přichycen k objektivu fotografa.
Michele Smarjassi, absolvent Boloňské univerzity, historik fotografického umění a novinář deníku La Repubblica, napsal, že někdy otcové mohli hrát roli „skrytých matek“, jak lze uhodnout z kalhot a bot, ve kterých tyto postavy mají byli obutí. Na jedné z fotografií, kde je obraz mírně rozostřený, mohli Marks a Despres také vidět skrývajícího se muže, který držel dítě rukou. Tento závěr vyvodili na základě stěží znatelného okraje klobouku, vesty a košile. Podle nich to může být asistent fotografa nebo otec dítěte. Michele Smarjassi navrhl, aby matky těchto dětí zemřely při porodu. Francesco Zanot připustil, že na takových fotografiích mohou hrát roli „skryté matky“ i další dospělé postavy: různí příbuzní i zdravotní sestry, komorníci a fotografové.
Fotografie černých dětí v žánru „skrytá matka“ jsou vzácné. Jednu z těchto fotografií kolekce Lee Marks pořídil jistý fotograf S. Chapin. Na pohovce vedle dítěte sedí žena v kostkované sukni, která mu zezadu držela hlavu zakrytou rukou. Jediný objekt na fotografii je malován – zlatý prsten na ruce dítěte. Za dítětem je krajina pozadí s jasně viditelnou siluetou stromu. Na základě stylu dětských šatů datoval Marks fotografii do 60. let 19. století. Ačkoli Marks získal fotografii v Texasu, navrhla, aby byla fotografie pořízena na severu Spojených států. Připustila také, že obraz lze načasovat tak, aby se shodoval s narozením prvorozeného čerstvě osvobozeného černého manžela.

### Další problémy žánrového výzkumu
Většina fotografií „skryté matky“ je anonymních. Dílna, ve které byly pořízeny, může být identifikována podle elegantně provedeného nápisu s jeho názvem (ne vždy se dochovalo do současnosti), který fotograf často umístil na obrázek a propagoval v něm nejen vysokou kvalitu pořízených fotografií, ale také prodej fotografického vybavení.
Lee Marks ve své knize upozornil na možnost přesného výpočtu cen stanovených na fotografii „skryté matky“ během americké občanské války. Od 1. září 1864 do 1. srpna 1866 vláda Spojených států uvalila daň na umělecká díla, včetně fotografií, výnosem prezidenta Abrahama Lincolna. Peníze z této daně byly použity na financování nákladů války. Fotografie s cenou 25 centů nebo méně měla daňovou známku 2 centy, až 50 centů za 3 centy, 51 centů za dolar za pět centů. Na základě známek nalepených na zadní straně navrhl Marks vypočítat přibližnou cenu fotografií. Linda Nagler odhadla výdaje rodiny na takovou fotografii odlišně. Uvedla: „Smyslem těchto fotografií je, že byly velmi levné. Náklady na klienta činily jen několik centů“. Na druhé straně tvrdila, že fotografie „skryté matky“ jsou ukázkou určité úrovně pohody a nesou známky určitého společenského postavení. Z jejího pohledu byly žádané hlavně mezi střední třídou.

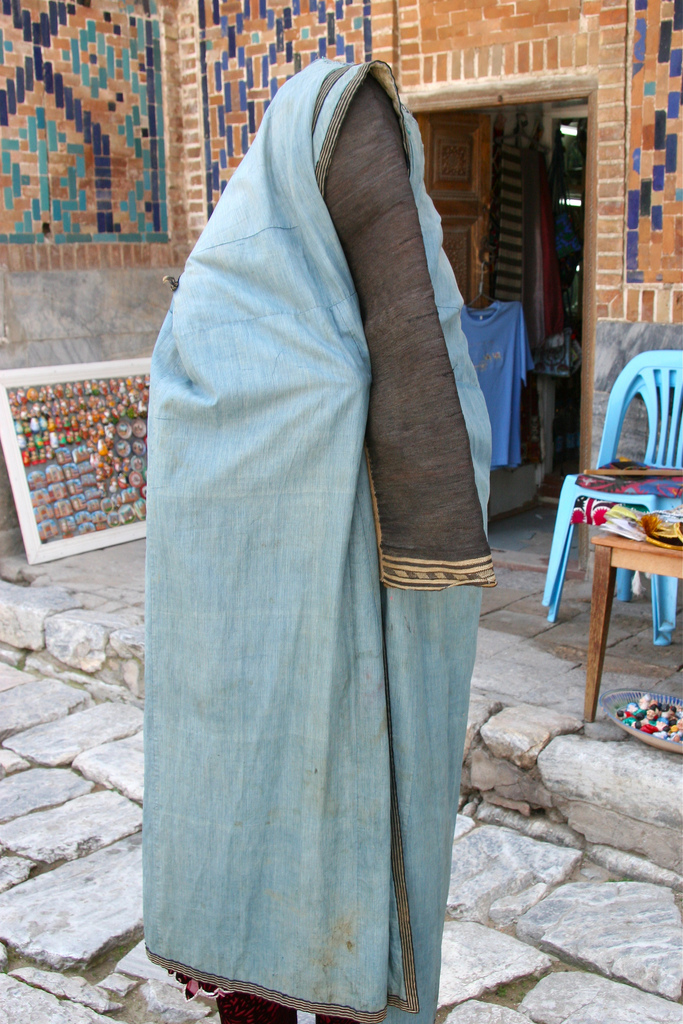
Žena v modré burce (Bukhara, 1998)

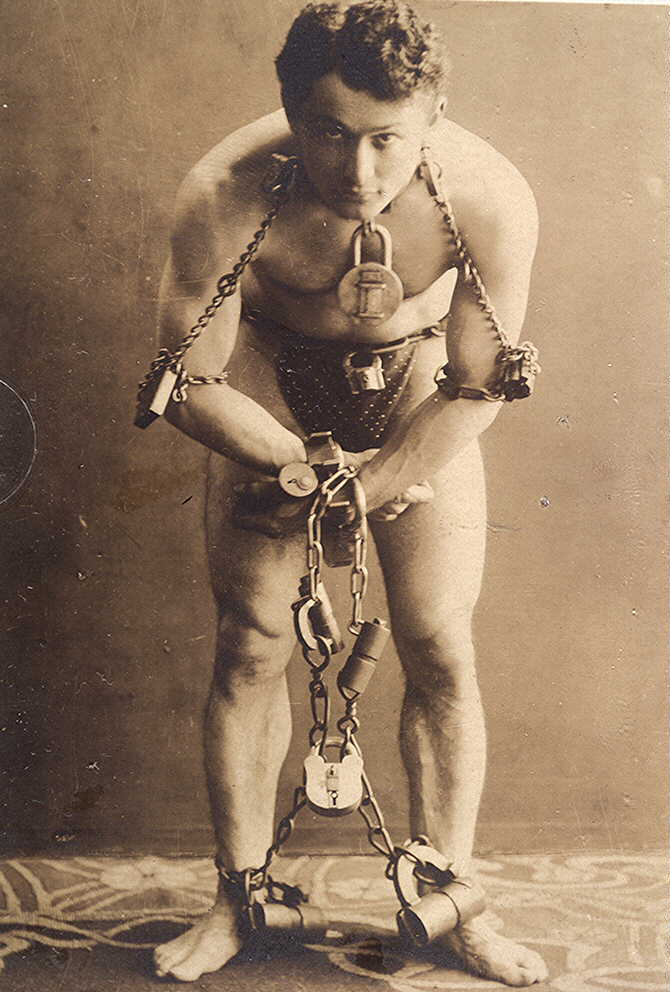
Harry Houdini předvádí příklad eskapologie, 1899

Francesco Zanot upozornil na skutečnost, že moderní člověk místo toho, aby soustředil pozornost na hlavní postavy těchto fotografických portrétů – děti, začal hledat to, co na nich není vidět (nebo je to patrné jen částečně) – skryté postavy. Poznamenal, že na rozdíl od všech ostatních žánrů výtvarného umění (portrét, krajina, zátiší...), které jsou aktuálně zvýrazněny, jsou „skryté matky“ určovány na základě toho, co by v obraze mělo chybět. Pokusy postav se staly neviditelnými, umístil „na půli cesty mezi burkou parandža a eskapologií Houdini“. Podle Zanoty gesta skrytých postav nejen opravují jejich neviditelnost na fotografii, ale mají také charakter „jakési omluvy za zmizení, což znamená hravou společensko-politickou akci“. Zanot rovněž upozornil na přídavné jméno „absconditum“ (skrytý, tajný) v latině, což dobře odráží nejen estetické myšlenky středověku, ale také fotografie „skryté matky“.
Novinářka Catherine Hughesová, která v dlouhém článku The Daily Telegraph nastiňuje pohled Lindy Naglerové, zdůraznila rozdíl ve vnímání těchto fotografií v 19. a na počátku 21. století – dnes jsou často vnímány jako vtipné. Gioni také psal o komedii, ale temné a neúmyslné. Ošoupané tváře se moderním divákům zdají zlověstné, ženy, které se rozhodly skrýt pod jednoduchým tmavým závojem, mají nepříjemnou podobnost se smrtkou, která drží svou oběť v klíně. Trapné a strnulé polohy, které děti musely zaujmout, je činí nerozeznatelnými od mrtvých dětí, které byly ve své době po smrti často fotografovány. V tomto případě přítomnost rukou matky slouží jako důkaz pro diváka, že dítě na obrázku je naživu.
Marks a Despres poznamenali, že fotografové se nepokusili pečlivě maskovat „skrytou“ ženskou postavu, ale nesnažili se tento jev vysvětlit. Podle Lindy Naglerové jde o rozdíl ve vnímání fotografie osobou 19. století a moderní: v době rané fotografie na ní lidé prostě neviděli (nevnímali) to, co může nyní člověk snadno zjistit. Velké časové období oddělující tyto dvě vnímání od sebe je spojeno se složitými změnami v kultuře, které jsou základem interpretace těchto obrazů.
Jeffrey Butchen, analyzující téma snadné detekce skryté postavy, porovnal fotografie „skrytých matek“ s popisem problému, který nastal v roce 1967 při natáčení dokumentu o požárních rituálech australských domorodců, ve kterém domorodí obyvatelé zúčastnil. Podle jejich tradičních názorů nelze představit obraz člověka po jeho smrti. Po mnoha debatách bylo učiněno rozhodnutí, které domorodé obyvatele uspokojilo, považovat všechny účastníky filmu za součást pozadí, což umožnilo vydání filmu a jeho použití pro vzdělávací účely. Komunita domorodců souhlasila takovým způsobem, že lidé už prostě nebudou považováni za lidské bytosti. Mnoho žen se dokázalo při takovýchto fotografiích více zviditelnit, než skrývat svou přítomnost. Catherine Hughes je přirovnala k dětem „kteří dojemně věří, že když zavřou oči, stanou se neviditelnými“.
Marks a Despres poznamenali, že pouze několik fotografií „skryté matky“ má jako pozadí ručně malované kulisy běžné v 19. století (Marks ve své knize uvádí fotografii, kde jasně viditelným pozadím je krajina).